# Villa rustica de la Chinteni
Villa rustica de la Chinteni, județul Cluj, este situată pe Dealul Tulgheș, în hotarul dintre municipiul Cluj-Napoca și satul Chinteni. 

## Istoric
Săpăturile sistematice, începute în anul 1988, au adus la lumină vestigiile uneia din cele mai mari villae rusticae din Dacia. Incinta are o suprafață de 4 ha și este înconjurată cu un zid de piatră de care sunt adosate mai multe clădiri și un turn. În total, în interiorul incintei au fost identificate 11 corpuri de clădire, între care au fost cercetate o clădire cu rosturi economice, o casă de locuit și o baie foarte extinsă. Materialul arheologic descoperit constă din unelte agricole și meșteșugărești, chei, fragmente de foaie de sticlă, fibule, o aplică din bronz, ace din os, mărgele din sticlă și ceramică provincială romană. În apropiere, pe terasa „Polog“, au fost identificate alte clădiri romane.

## Legături exerne
- Villae in Roman Dacia Arhivat în 4 ianuarie 2016, la Wayback Machine.
- Roman castra from Romania (includes villae rusticae) - Google Maps / Earth Arhivat în 5 decembrie 2012, la Archive.is